# Thomas Briels
Thomas Briels (* 23. August 1987 in Wilrijk, Antwerpen) ist ein belgischer Hockeyspieler. 2016 gewann er mit der belgischen Nationalmannschaft die olympische Silbermedaille, 2018 wurde er Weltmeister und 2021 Olympiasieger.

## Sportliche Karriere
Briels begann seine Karriere bei den KHC Dragons in Antwerpen. Von 2008 bis 2015 spielte er in den Niederlanden bei Oranje Zwart in Eindhoven, 2014 und 2015 war er niederländischer Meister.
2015 kehrte er zu den KHC Dragons zurück und wurde 2016 und 2017 belgischer Meister. Danach wechselte er zurück nach Eindhoven zu Hockeyclub Oranje-Rood, dem Verein in dem Oranje Zwart 2016 aufgegangen war.
Bei den Olympischen Spielen 2008 in Peking belegte der Stürmer mit der Nationalmannschaft den neunten Platz unter zwölf Teams. Vier Jahre später erreichten die Belgier den fünften Platz bei den Olympischen Spielen in London. Im Jahr darauf war Belgien Gastgeberland der Europameisterschaft in Boom. Vor heimischem Publikum verloren die Belgier im Finale mit 1:3 gegen die deutsche Mannschaft. Im Jahr darauf trafen die Belgier und die Deutschen bei der Weltmeisterschaft in Den Haag im Spiel um Platz 5 aufeinander, die Belgier gewannen mit 4:2. Ebenfalls Fünfte wurden die Belgier bei der Europameisterschaft 2015 in London. 2016 bei den Olympischen Spielen in Rio de Janeiro gewannen die Belgier im Halbfinale mit 3:1 gegen die Niederländer. Im Finale unterlagen sie den Argentiniern mit 2:4.
2017 erreichten die Belgier bei der Europameisterschaft in Amstelveen das Finale mit einem Halbfinalsieg über die Deutschen nach Shootout. Im Finale gewannen die Niederländer mit 4:2. Die Weltmeisterschaft 2018 wurde im indischen Bhubaneswar ausgetragen. Die Belgier belegten in ihrer Vorrundengruppe den zweiten Platz hinter der indischen Mannschaft. Mit Siegen über die pakistanische Mannschaft und über die deutsche Mannschaft erreichten die Belgier das Halbfinale und gewannen dort mit 6:0 gegen die Engländer. Im Finale siegten die Belgier mit 3:2 im Shootout gegen die Niederländer und gewannen erstmals den Weltmeistertitel. 2019 bei der Europameisterschaft in Antwerpen gewannen die Belgier erstmals den Europameistertitel, wobei sie im Finale die Spanier mit 5:0 bezwangen. Bei der Europameisterschaft 2021 gewannen die Belgier die Bronzemedaille. Zwei Monate später gewannen die Belgier bei den Olympischen Spielen in Tokio das Finale gegen die Australier im Penaltyschießen. Briels war eigentlich nur als Ersatzmann für die Olympischen Spiele nominiert, kam dann aber in allen Spielen zum Einsatz.
Insgesamt bestritt Briels über 340 Länderspiele für Belgien. Von 2017 bis 2020 war er der Kapitän der Nationalmannschaft.